# Mjesec hrvatske knjige
Mjesec hrvatske knjige (skr. MHK) je godišnja jednomjesečna književno-kulturna manifestacija u Hrvatskoj od 15. listopada do 15. studenoga. Održava se od 1995. godine pod vodstvom Knjižnica Grada Zagreba, a pod pokroviteljstvom Ministarstva kulture.
Središnji programi održavaju se na nacionalnoj razini (otvaranje i zatvaranje, Nacionalni kviz za poticanje čitanja, Dan hrvatskih knjižnica, Čitateljski maraton), uz niz događaja na mjesnoj razini, najviše u knjižnicama (narodnim i školskim).
Prvo izdanje pod vodstvom KGZ-a održano je 1995., a domaćin otvorenja bila je Knjižnica Čakovec. Sudjelovale su 102 knjižnice s ukupno petstotinjak programa. 2019. sudjelovalo je oko 250 knjižnica i ustanova s oko 2200 programa.

## Vanjske poveznice
- Službene stranice